# Двойной КОПец
«Двойной КОПец» (англ. Cop Out) — комедийный боевик режиссёра Кевина Смита о полицейских, роли которых исполняют Брюс Уиллис и Трейси Морган. Премьера картины в США состоялась 26 февраля 2010 года, в России — 17 июня.

## Сюжет
История двух давних напарников (вместе 9 лет) — Нью-Йоркских полицейских, занятых поисками очень редкой и чертовски дорогой бейсбольной карточки, украденной у одного из них. Они вынуждены противостоять беспощадному гангстеру, просто помешанному на коллекционных вещицах. Джимми, всю жизнь проработавший в полиции, возлагал на пропавшую карточку все свои надежды, так как только с её помощью он мог бы оплатить предстоящую свадьбу дочери, а Пол, его так называемый «напарник в борьбе с преступностью», столь зацикливается на предполагаемой неверности своей жены, что ему становится уже непросто отслеживать пропажу.

## В ролях
| Актёр                | Роль                          |
| -------------------- | ----------------------------- |
| Брюс Уиллис          | Джимми Монро                  |
| Трейси Морган        | Пол Ходжес                    |
| Адам Броди           | Барри Мэнголд                 |
| Кевин Поллак         | Хансэкер                      |
| Шон Уильям Скотт     | Дейв                          |
| Хуан Карлос Эрнандес | Рауль                         |
| Кори Фернандес       | Хуан                          |
| Ана де ла Регера     | Габриела                      |
| Шон Каллен           | капитан Романс                |
| Мишель Трахтенберг   | Эва Монро дочь Джимми         |
| Джейсон Ли           | Рой второй муж Пэм, отчим Эвы |
| Фрэнси Свифт         | Пэм бывшая жена Джимми        |
| Рашида Джонс         | Дебби жена Пола               |
| Джим Нортон          | Джордж                        |

## Создание фильма
О производстве фильма под названием A Couple of Dicks было объявлено в марте 2009 года. Режиссёром значится Кевин Смит, а двух полицейских играют Брюс Уиллис и Трейси Морган, который уже работал со Смитом. Сценарий написали братья Каллены — фильм стал первым в карьере Смита, который он снял не по собственному сценарию. Когда уже начались съемки, журнал Variety сообщил об изменении названия на A Couple of Cops. После негативной реакции сообщества, компания Warner Bros. вернула фильму исходное название, причём Кевин Смит отрицает, что изменение названия было инициировано студией.
9 декабря 2009 года Кевин Смит посредством своей страницы в Twitter объявил о том, что у фильма будет новое название. Он также сказал, что первый трейлер будет приложен к каждой копии фильма Шерлок Холмс, который появится в кинотеатрах на Рождество. Тогда же режиссёр признался в том, что это «не Мой фильм, [это] фильм, для которого я нанят режиссёром».
Студия запросила у Смита раскадровку фильма, Смит согласился, после чего он с Дэвидом Клайном и студией Warner Bros. два месяца работали с ней. Съёмки начались 2 июня 2009 года в Нью-Йорке и завершились 14 августа. Фильм был выпущен 26 февраля 2010 года.

## Кассовые сборы
Фильм дебютировал на 2 месте, сразу за «Островом проклятых», заработав $18,211,126 в первую неделю. К 20 мая 2010 года Двойной КОПец заработал $44 875 481 в американском прокате $7 338 581 в других странах, тем самым общие сборы составили $55 439 786.

## Критика
Фильм был негативно принят, получив в основном негативные обзоры, тем самым став самым плохо оцененным критиками фильмом Смита. Агрегатор рецензий Rotten Tomatoes назвал фильм «тухлым», сообщив о 18 % положительных обзоров из 163 рецензий, обозначив рейтинг фильма 3,9 из 10.

## Противоречия
В ответ на негативную реакцию кинокритиков Кевин Смит набросился на их сообщество, оставив в своём Twitter следующую запись: «Я осознал порочность системы. Теперь пресс-показы всех фильмов, в каких я буду принимать хоть какое-то участие, будут организованы следующим образом. Хочешь написать рецензию заранее? Хорошо: плати, как если бы ты сам пошел в кино на следующей неделе. С какой стати я должен за бесплатно давать произвольным 5 людям власть над тем, что я делаю?».

## Домашнее видео
В мае 2010 года было анонсировано, что DVD и Blu-ray издания картины выйдут 20 июля. В этот месяц Двойной КОПец стал лидером по количеству проданных DVD в США.